# (1624) Rabe
(1624) Rabe es un asteroide perteneciente al cinturón de asteroides descubierto por Karl Wilhelm Reinmuth el 9 de octubre de 1931 desde el observatorio de Heidelberg-Königstuhl, Alemania.

## Designación y nombre
Rabe recibió al principio la designación de 1931 TT1. Posteriormente se nombró en honor del astrónomo alemán Eugene Rabe (1911-1974).

## Características orbitales
Rabe orbita a una distancia media de 3,195 ua del Sol, pudiendo acercarse hasta 2,906 ua y alejarse hasta 3,483 ua. Tiene una inclinación orbital de 1,986° y una excentricidad de 0,09025. Emplea 2085 días en completar una órbita alrededor del Sol.